# Жусова Ніна Петрівна
Ніна Петрівна Жусова (14 жовтня 1948, місто Антрацит, тепер Луганської області) — українська радянська діячка, 1-й секретар Рубіжанського міськкому КПУ Ворошиловградської області, секретар Ворошиловградського (Луганського) обкому КПУ.

## Біографія
Народилася в родині робітника.
У 1971 році закінчила Рубіжанський філіал Харківського політехнічного інституту, інженер хімік-технолог.
У 1971—1972 роках — майстер зміни хімічного комбінату міста Рубіжне Луганської області.
У 1972—1976 роках — заступник секретаря комітету комсомолу (ЛКСМУ) хімічного комбінату міста Рубіжне; секретар комітету ЛКСМУ філіалу Луганського (Ворошиловградського) машинобудівного інституту.
Член КПРС з 1975 року.
З 1976 року — викладач, завідувач денного відділення хіміко-механічного технікуму, заступник директора філіалу Ворошиловградського машинобудівного інституту.
Закінчила Вищу партійну школу при ЦК КПУ в Києві, спеціаліст в галузі партійного і радянського будівництва та викладач наукового комунізму.
У 1980—1985 роках — секретар, 2-й секретар Рубіжанського міського комітету КПУ Ворошиловградської області.
У 1985 — грудні 1987 року — 1-й секретар Рубіжанського міського комітету КПУ Ворошиловградської області.
19 грудня 1987 — серпень 1991 року — секретар Ворошиловградського (Луганського) обласного комітету КПУ.
Працювала помічником народного депутата України IV-го скликання Миколи Гапочки.
Потім — на пенсії в місті Луганську.

## Нагороди
- медалі